# 浙江水師提督

清代的浙江（1911年区划）

大清帝國浙江水師為隸屬綠營的軍事組織，浙江水師提督為浙江水師最高長官，品秩從一品，補服以麒麟為幟，原職初設於康熙元年（1662年），康熙七年（1668年）裁撤、康熙14年（1675年）復設，延續至康熙18年（1679年）裁撤，浙江水師事務改由浙江陸路提督兼管，茲列表如下：:148-149

## 簡介
大清帝國編制綠營浙江水師歷史不長，入關之後的順治年間，浙江、江蘇一帶的水師勢力主要由鄭芝龍家族把持，1646年（順治三年、南明隆武二年）鄭芝龍降清之後，鄭氏集團陷入分裂，清廷開始著手建置水師，不過滿洲人並無造船、航海、培育水師人才等的經驗，仍需大量倚重漢籍出身的將領，初時浙江水師編制、駐防區域、設置地點、員額屢屢變動，職責亦不明確，直到康熙元年（1662年）才設置水師提督，但不過兩任便撤下提督職。浙江水師的重要性與福建水師、廣東水師相比較低，除反應在浙江水師事務交由浙江陸路提督兼管，其主事層級多為正二品的「總兵官」，分別為定海水師鎮總兵、黃巖水師鎮總兵、溫州水師鎮總兵。:142-151

## 列表
| 編號 | 姓名   | 生卒年                      | 就任時間                          | 任期 | 籍貫     | 出身                  | 原任                 | 調任 | 備註         |
| ---- | ------ | --------------------------- | --------------------------------- | ---- | -------- | --------------------- | -------------------- | ---- | ------------ |
| 01   | 張杰   | ？－康熙七年 （？－1668年） | 康熙元年至七年 （1662年－1668年） | 7年  | 辽东     | 明朝降將 行伍（副將） | 江南京口左路水師總兵 | 逝世 | - 第一度裁撤 |
| 02   | 常進功 | ？－康熙25年 （？－1686年） | 康熙14年至18年 （1675年－1679年） | 5年  | 遼東寧遠 | 明朝降將 行伍（副將） | 廣東水師提督         | 解職 | - 第二度裁撤 |